# Omán na letních olympijských hrách
Omán na letních olympijských hrách startuje od roku 1984. Toto je přehled účastí, medailového zisku a vlajkonošů na dané sportovní události.

## Účast na Letních olympijských hrách
| Dějiště LOH            | LOH      | Vlajkonoš                  | Zlatá medaile | Stříbrná medaile | Bronzová medaile | Celkem |
| ---------------------- | -------- | -------------------------- | ------------- | ---------------- | ---------------- | ------ |
| 1984 Los Angeles       | LOH 1984 | Mohamed Al-Busaidi         |               |                  |                  | 0      |
| 1988 Soul              | LOH 1988 | nebyl                      |               |                  |                  | 0      |
| 1992 Barcelona         | LOH 1992 | nebyl                      |               |                  |                  | 0      |
| 1996 Atlanta           | LOH 1996 | Khalifa Al-Khatry          |               |                  |                  | 0      |
| 2000 Sydney            | LOH 2000 | Mohamed Al-Malkyho         |               |                  |                  | 0      |
| 2004 Athény            | LOH 2004 | Hamoud Abdallah Al-Dalhami |               |                  |                  | 0      |
| 2008 Peking            | LOH 2008 | Dadallah Al-Bulushi        |               |                  |                  | 0      |
| 2012 Londýn            | LOH 2012 | Ahmed Al-Hatmi             |               |                  |                  | 0      |
| 2016 Rio de Janeiro    | LOH 2016 | Hamed Said Al-Khatri       |               |                  |                  | 0      |
| 2020 Tokio             | LOH 2020 | Issa Al-Adawi              |               |                  |                  | 0      |
| 2024 Paříž             | LOH 2024 |                            |               |                  |                  | x      |
| Celkem                 | 10       |                            | 0             | 0                | 0                | 0      |
| Zdroj na Olympedia.org |          |                            |               |                  |                  |        |